# Mega (TV-kanal)
Red Televisiva Megavisión (MEGA) er et chilensk privat tv-netværk med hovedkvarter i Santiago. Den sendes i øjeblikket på digital frekvenskanal 27 (ISDB-Tb) til HDTV. I 2012 blev ejerskabet af Mega overført fra Claro Group til Bethia Group. I juni 2016 erhvervede Discovery Networks 27,5% af Mega for næsten 40 millioner dollars.